# Selkovszkajai járás

A Selkovaszkajai járás Csecsenföldön

A Selkovszkajai járás (oroszul Шелковской район, csecsen nyelven Гуьмсен кlошт) Oroszország egyik járása Csecsenföldön. Székhelye Gudermesz.

## Népesség
- 1989-ben 45 011 lakosa volt, melyből 16 876 csecsen (37,5%), 14 180 orosz (31,5%), 6 620 nogaj (14,7%), 1 866 avar (4,1%), 1 791 kumik (4%), 276 ukrán, 117 ingus, 46 örmény.
- 2002-ben 50 223 lakosa volt, melyből 37 714 csecsen (75,1%), 3 992 orosz (7,9%), 3 504 nogaj (7%), 1 702 kumik (3,4%), 1 538 avar (3,1%), 643 tatár, 55 ukrán, 36 ingus, 27 örmény.
- 2010-ben 53 548 lakosa volt, melyből 43 459 csecsen, 3 268 nogaj, 2 901 orosz, 1 640 kumik, 760 tatár, 639 avar, 233 dargin, 131 lezg, 76 tabaszaran, 65 kazah, 35 lak, 32 azeri, 32 baskír, 24 kabard, 24 ukrán, 22 rutul, 21 örmény stb.